# Juan Calzadilla
Juan Calzadilla (Altagracia de Orituco, 16 maggio 1930 – Caracas, 15 giugno 2025) è stato un poeta, pittore e critico d'arte venezuelano.

## Biografia
Studiò presso la Universidad Central de Venezuela e nell'Instituto Pedagógico Nacional. Fu cofondatore di El techo de la ballena (1961) e della rivista Imagen (1984).

## Opere
- Dictado por la jauría (1962)
- Malos modales (1968)
- Oh smog (1978)
- Antología paralela (1988)
- Minimales (1993)
- Principios de Urbanidad (1997)
- Corpolario (1998)
- Diario sin sujeto (1999)
- Aforemas (2004)
- Vela de armas (2008)
- Noticias del alud (2009)

## Premi
- Premio Nacional de Artes Plásticas de Venezuela, 1997